# 荒井利一
荒井 利一（あらい りいち、1933年（昭和8年）8月16日 - ）は、日本のバスケットボール選手。

## 経歴・人物
長野県岡谷市出身。立教大学を経て、松下電器産業に所属。1956年メルボルンオリンピックに出場した。のち、大阪府バスケットボール協会の役員を務めた。